# Didier Destal
Pour les articles homonymes, voir Destal.
Didier Destal, né le 22 septembre 1947 à Paris et mort le 4 mars 2012 dans sa ville natale, est un psychiatre français.

## Biographie
Spécialisé dans la psychologie des adolescents et des relations familiales, il crée en 1981 avec la psychologue Elida Romano,les psychiatres Jean-Clair Bouley et Patrick Chaltiel l'Association parisienne de recherche et de travail avec les familles (APRTF), association qui promeut la formation à la thérapie familiale et la pratique de cette dernière à l'hôpital,. En 2006, il écrit avec plusieurs psychiatres, dont Jean-Clair Bouley, Elida Romano, Patrick Chaltiel, Serge Héfez, Francoise Rougeul, l'ouvrage collectif La famille adolescente : Conversations thérapeutiques.
Il exerce la psychiatrie à l'hôpital de Ville-Évrard, où il devient chef de service en 1992, et président de la Commission médicale d'établissement. C'est à cette époque qu'il lance un projet de relocalisation des unités d'hospitalisation des patients au plus près de leur lieu de résidence. En 2001, son unité de soin est ainsi relocalisée sur le site du Clos Bénard, à Aubervilliers, où il accueille aussi des adolescents.
Il est, en 2001, embauché par la chaîne M6 pour être le psychiatre des candidats de l'émission de télé-réalité, Loft Story.  Cette émission crée de fortes polémiques en France, Didier Destal est accusé de « se porter caution d'un programme dangereux pour l'équilibre psychique des candidats ». Dans son livre Les miroirs du Loft, il revient sur cette accusation en affirmant « la gestion de l'image personnelle est devenue une donnée essentielle de la société d'aujourd'hui ».
Ensuite[Quand ?], il anime un séminaire à Science Po Paris et ouvre par la suite, avec l'aide de Richard Descoings, une cellule d'écoute psychologique pour déceler le mal-être étudiant.
En 2010 il ouvre les portes de son service pour le tournage d'un documentaire Quand les ados se soignent en famille réalisé par Tania Goldenberg (72 min- diffusé sur Téva en 2011). Ce film suit pas à pas la prise en charge des adolescents dans un dispositif alliant hospitalisation et thérapie familiale.

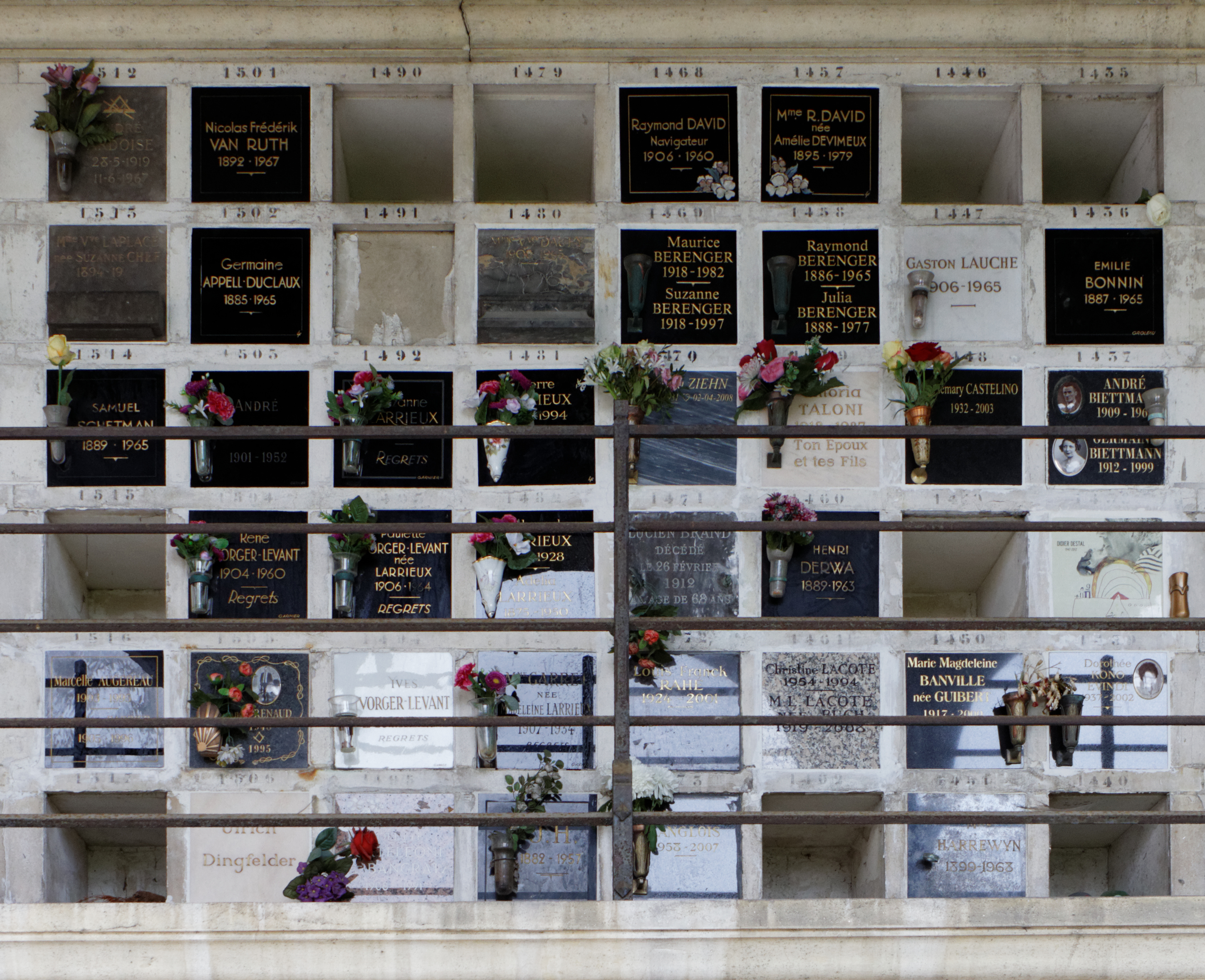
Columbarium de Didier Destal au cimetière du Père-Lachaise (au milieu, à droite, case 1458).

Il meurt d'un infarctus le 4 mars 2012, à l'âge de 64 ans. Il est inhumé au cimetière du Père-Lachaise (87e division, case n°1458).

## Publications
- Didier Destal, Les miroirs du Loft : Le psy raconte, éditions Plon, 12 juillet 2001, 180 p. (ISBN 978-2-259-19578-2).
- Jean-Clair Bouley, Patrick Chaltiel, Didier Destal, Serge Hefez, Élida Romano et Françoise Rougeul, La famille adolescente : Conversations thérapeutiques, Toulouse, éditions Érès, coll. « Relations », 7 septembre 2006, 212 p. (ISBN 978-2-7492-0655-4).